# Giljak
För folkslaget, se Giljaker.
Giljak var en rysk flodkanonbåt som erövrades av finländarna under frihetskriget. Fartyget fanns med i flottans rullor mellan 1918 och 1922 men användes inte mera efter 1919 på grund av dess dåliga skick. Fartyget skrotades år 1922.
Samtidigt som man erövrade Giljak erövrade även tyskarna Bobr (1906), ett fartyg av samma klass, i Finland. Denna skänktes till Estland där den ännu tjänstgjorde år 1927.

## Fartyg av klassen
| Namn    | Kölsträckt | Sjösatt      | I bruk | Öde                               |
| ------- | ---------- | ------------ | ------ | --------------------------------- |
| Giljak  | 1905       | oktober 1906 | 1908   | Skrotad 1922                      |
| Bobr    | 1905       | augusti 1907 | 1908   | Tagen ur bruk 1927                |
| Sivuch  | 1905       | augusti 1907 | 1908   | Sänkt den 19 augusti 1915         |
| Korietz | 1905       | maj 1907     | 1908   | Borrad i sank den 20 augusti 1915 |

- Wikimedia Commons har media som rör Giljak.